# سام کالینز (بازیکن فوتبال، زاده۱۹۷۷)
سام کالینز (انگلیسی: Sam Collins؛ زادهٔ ۵ ژوئن ۱۹۷۷) بازیکن فوتبال اهل بریتانیا است.
از باشگاه‌هایی که در آن بازی کرده‌است می‌توان به باشگاه فوتبال سوئیندون تاون، باشگاه فوتبال هال سیتی، باشگاه فوتبال هارتل پول یونایتد، باشگاه فوتبال بری، باشگاه فوتبال هادرزفیلد تاون، و باشگاه فوتبال پورت ویل اشاره کرد.